# Antonio Nibby
Antonio Nibby, född 14 april 1792 i Rom, död där 29 december 1839, var en italiensk arkeolog. 
Nibby blev 1820 professor i sin hemstad och ledde med en högt uppskattad lärdom och skicklighet utgrävningar där och i dess omgivningar och nedlade resultaten i flera berömda arbeten, exempelvis Viaggio antiquario nei contorni di Roma (2 band, 1819), Analisi storio-topografica della carta dei dintorni di Roma (3 band, 1837–1838) och Roma nell'anno 1838 (4 band, 1838).